# Gesellschaft mit beschränkter Haftung
Gesellschaft mit beschränkter Haftung (GmbH.) (dansk: selskab med begrænset ansvar) er en tysk selskabsform. Det svarer omtrent til et dansk anpartsselskab (ApS).

## Fodnoter
1. ↑  Bork, Egon. "GmbH.", Elektronisk udgave af Gyldendals røde Tysk-Dansk Ordbog (13. udgave), Gyldendal 1992.
2. ↑  "GmbH", Den Store Danske, hentet 11. februar 2020

| Tyskland | Spire Denne artikel om et firma eller en virksomhed i Tyskland er en spire som bør udbygges. Du er velkommen til at hjælpe Wikipedia ved at udvide den. |